# Bis zum bitteren Ende – Die Toten Hosen Live!

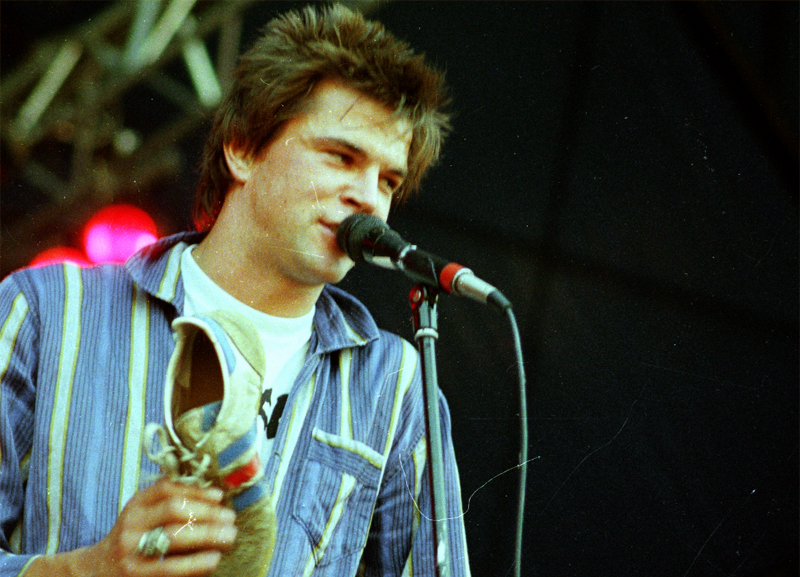
Campino en un concierto de 1987.

Bis zum bitteren Ende – Die Toten Hosen Live! ('Hasta el amargo final – ¡Die Toten Hosen en vivo!' en alemán) es el primer disco en directo del grupo alemán de punk rock Die Toten Hosen. Fue grabado en 1987 en el transcurso de varios conciertos de la gira Ein bunter Abend für eine schwarze Republik y lanzado al mercado ese mismo año. Durante varios conciertos el batería Wolfgang Rohde tuvo que ser sustituido por Jakob Keusen debido a una lesión. El título proviene de una canción del disco de debut de los Toten Hosen, Opel-Gang (1983), que también aparece en versión a capella en el álbum de 1986 Damenwahl.
El disco contiene tres versiones de otros grupos: Rock'n Roll de Gary Glitter, Police On My Back de The Equals y Disco in Moskau de The Vibrators, esta última con letra traducida al alemán. Los temas Armee der Verlierer, Liebeslied y Die roten Rosen geben 'ne Party son caras B de sencillos publicados anteriormente.
Bis zum bitteren Ende – Die Toten Hosen Live! alcanzó el puesto 23 en la lista de ventas de álbumes de Alemania y el 17 en la de Austria. En 2007 se publicó una reedición remasterizada con 8 temas adicionales grabados en directo durante un concierto de la banda en Edimburgo en 1992.

## Lista de canciones
1. Rock'n Roll − 4:00 versión de Gary Glitter (música: Leander / letra: Glitter)
2. Liebesspieler ("Jugador de amor") − 2:40 (Breitkopf, Frege, von Holst / Frege)
3. Warten auf Dich ("Te esperan") − 3:15 (Breitkopf, Frege, von Holst, Trimpop / Frege)
4. Armee der Verlierer ("Ejército de los perdedores") − 2:40 (Frege, von Holst / Frege)
5. Liebeslied ("Canción de amor") − 3:50 (Breitkopf / Frege)
6. Disco in Moskau ("Disco en Moscú") − 3:05 versión de The Vibrators, (música: Phil Ram / letra: Ram / traducción: Frege)
7. Das Wort zum Sonntag ("La palabra del domingo") − 4:20 (von Holst / Frege)
8. Police On My Back ("La policía en la espalda") − 2:08 versión de The Equals (Grant / Grant)
9. Schwarzwaldklinik ("La Clínica de la Selva Negra") − 3:08 (Breitkopf / Frege)
10. Opel-Gang ("La banda del Opel") − 1:51 (Frege, von Holst / Breitkopf, Frege, von Holst, Meurer, Trimpop)
11. Die Rosen geben 'ne Party ("Los Rosen dan una fiesta") − 1:25 (Frege, von Holst / Frege)
12. Bis zum bitteren Ende ("Hasta el amargo final") − 3:40 (Frege / Frege)
13. Happy Metal Part I − 1:16 (Breitkopf, von Holst; Instrumentalstück)
14. Freitag der 13. ("Viernes 13") − 3:25 (Rohde / Frege)
15. Happy Metal Part II (Allegro) − 0:40 (Breitkopf, von Holst; Instrumentalstück)
16. Betrunken im Dienst ("Borracho de servicio") − 2:10 (Breitkopf, Frege, von Holst, Meurer, Trimpop / Frege, Meurer, Trimpop)
17. Happy Metal Part III (forte fortissimo) − 0:40 (Breitkopf, von Holst; Instrumentalstück)
18. Eisgekühlter Bommerlunder ("Bommerlunder helado") − 3:35 (Molinare, Dt.Spez.-Subt.: Trimpop / Trimpop)

### Canciones adicionales de la edición remasterizada de 2007
1. Blitzkrieg Bop − 2:18  (versión de los Ramones)
2. Opel-Gang – 1:27 (von Holst, Frege / Frege, von Holst, Meurer, Trimpop, Breitkopf)
3. Musterbeispiel ("Modelo/ejemplo") − 2:56 (von Holst / Frege)
4. Whole Wide World ("Todo el mundo") − 3:16  (versión de Wreckless Eric)
5. Liebeslied − 3:43  (Breitkopf / Frege)
6. Do Anything You Wanna Do ("Haz lo que quieras") − 3:36 (versión de Eddie & the Hot Rods)
7. Carnival in Rio (Punk Was) ("Carnaval en Río (el punk era)")− 3:06 (música: Frege, von Holst / letra: Biggs)
8. All die ganzen Jahre ("Todos estos años") − 3:58  (Frege / Frege)